# Haystack Mountain
Der Haystack Mountain ist ein über 1000 m hoher Berg an der Scott-Küste des ostantarktischen Viktorialands. In der nordöstlichen Gonville and Caius Range ragt er 2,5 km östlich des Mount England auf.
Teilnehmer der Terra-Nova-Expedition (1910–1913) unter der Leitung des britischen Polarforschers Robert Falcon Scott kartierten und benannten ihn. Namensgebend ist der abgerundete Gipfel des Bergs, der an einen Heuhaufen (englisch haystack) erinnert.